# Ma femme, ses enfants et moi
Ma femme, ses enfants et moi (Are We There Yet?) est une sitcom américaine créée par Ali LeRoi et diffusée entre le 2 juin 2010 et le 1er mars 2013 sur TBS et qui fait suite aux deux films On arrive quand ? (Are We There Yet?) et On arrête quand ? (Are We Done Yet?) mais avec une distribution différente.
En France, la série est diffusée depuis le 24 novembre 2012 sur NT1 puis depuis le 4 septembre 2017 sur BET France.

## Synopsis
La famille Kingston-Persons est une famille recomposée qui fait face aux défis de la vie quotidienne et les essais d'une nouvelle famille mélangée essayant de s'adapter avec un autre. Nick Persons et Suzanne Kingston-Persons sont mariés depuis maintenant six mois, et leur famille commence déjà à montrer des douleurs de croissance. Nick, un ancien athlète, a abandonné son travail à un magasin de souvenirs sportif qu'il possédait pour un travail dans la technologie de l'information avec son meilleur ami, Martin et essaye de comprendre son rôle dans la famille. Suzanne a deux enfants: sa fille de 14 ans, Lindsey, qui est constamment sur son téléphone portable et son fils de 12 ans, Kevin, qui joue le plus souvent à des jeux vidéo.
L'ex-mari de Suzanne et père de Lindsey et Kevin, Frank Kingston, qui travaille comme organisateur de soirées, fait découvrir à ses enfants qu'il a une nouvelle femme et un fils. La mère de Nick, Marylin Persons, n'est pas heureuse du mariage récent de son fils et de son nouveau rôle de grand-mère et a du mal à s’entendre avec sa nouvelle belle-fille.

## Distribution

### Acteurs principaux
- Terry Crews (VF : Jean-Louis Faure) : Nick Persons
- Essence Atkins (VF : Géraldine Asselin) : Suzanne Kingston-Persons
- Coy Stewart (VF : Fanny Bloc) : Kevin Kingston
- Teala Dunn (VF : Cindy Lemineur) : Lindsey Kingston
- Christian Finnegan (VF : Alexandre Gillet) : Martin
- Keesha Sharp (VF : Maïté Monceau) : Gigi
- Telma Hopkins (VF : Brigitte Virtudes) : Marilyn Persons

### Acteurs récurrents
- Ice Cube (VF : Lucien Jean-Baptiste) : Terrence
- Charlie Murphy (VF : Thierry Desroses) : Frank Kingston
- Michael Hall D'Addario (VF : Élisa Bourreau) : Troy
- Sherrod Small (VF : Jean-Baptiste Anoumon) : Malcolm
- Jacqueline Mazarella (VF : Dominique Westberg) : Jackie, la mère de Troy

- Version française
  - Société de doublage : Nice Fellow[4]
  - Direction artistique : Benoît Du Pac[4]
  - Adaptation : ?

Source VF : Doublage Séries Database

## Épisodes

### Première saison (2010)
1. Nom d'une famille ! (The Hyphenated Name Episode)
2. Petites cachotteries en famille (The Credit Check Episode)
3. Trois jours à tuer (The Day Off Episode)
4. Complètement foot (The Soccer Episode)
5. Sauve qui peut ! (The Rat in the House Episode)
6. Il était un petit mensonge (The Booty Episode)
7. Le Virus de la danse (The Viral Video Episode)
8. Habillée pour l'hiver (The Michelle Obama Sweater Episode)
9. Pas de boogie woogie (The No Nah Nah Episode)
10. Devine qui vient dîner ? (The Get Together Episode)

### Deuxième saison (2011)
1. Va y avoir du sport (The Mr. Himdependent Episode)
2. Dur dur d'être spontané ! (The We Ain't Going Out Like That Episode)
3. Suzanne voit rouge (The Oh No She Di-in't Episode)
4. Mélange des genres (The Nick's Manny-Pedi Episode)
5. Tout ce qui brille (The Gold Party Episode)
6. Un garçon qui a du style (The Boy Has Style Episode)
7. À bonne école (The Man and the Bragging Snafu Episode)
8. Roulez jeunesse ! (The Suzanne Theft Auto Episode)
9. La Sagesse du dragon (The Despicable E Episode)
10. Casino familial (The She Got Game Night Episode)
11. Joyeuse Saint-Valentin ! (The Valentine's Day Episode)
12. Le Chouchou de ces dames (The Parent Teacher Trap Episode)
13. Donner c'est donner (The Whose Card Is It Anyway Episode)
14. K. O. surprise (The Suzanne Gets One-Upped Episode)
15. Souriez, vous êtes filmés (The First .45 Episode)
16. Des cadavres plein le placard (The Take Your Kids to Work Day Episode)
17. Au secours de Troy (The Fall of Troy Episode)
18. Show Chaud (The Pole Dance Episode)
19. Tous chez Mickey (The Disney Episode)
20. Irrésistible Salsa (The Salsa Episode)
21. Monsieur jalousie (The Nick Gets Jealous Episode)
22. Petite fraude entre amis (The Test Taker Episode)
23. L'amour par A+B (The Compatibility Test Episode)
24. Et oui, et non (The Good Cop, Bad Cop Episode)
25. Les « activisés » (The Mr. Almost Episode)
26. Le boulet (The Play Date Episode)
27. Délire total (The Lindsey Gets High Episode)
28. Rien que la vérité (The Liar, Liar Episode)
29. titre français inconnu (The Fight Party Episode)
30. Un air de famille (The Nick's Kid Episode)
31. Sous les projecteurs (The Kevin Gets a Commercial Episode)
32. titre français inconnu (The Suzanne's Surprise Party Episode)
33. La guerre des mères (The Mother's Day Episode)
34. Adieu vaches, cochons... (The Lindsey Goes Vegan Episode)

### Troisième saison (2012-2013)
1. Vacances à domicile (The Staycation Episode)
2. La main dans le sac (The Thief Episode)
3. titre français inconnu (The Bad Dream Episode)
4. titre français inconnu (The 22 Episode)
5. titre français inconnu (The Cooking Episode)
6. titre français inconnu (The Regift Episode)
7. titre français inconnu (The Suzanne Gets Arrested Episode)
8. titre français inconnu (The Second Black President Episode)
9. titre français inconnu (The Green Episode)
10. titre français inconnu (The Father's Day Episode)
11. titre français inconnu (The My First Job Episode)
12. titre français inconnu (The Tiger Dad Episode)
13. titre français inconnu (The Expensive Purse Episode)
14. titre français inconnu (The Master of Ceremonies Episode)
15. titre français inconnu (The Control Issue Episode)
16. titre français inconnu (The Ghost Dog Episode)
17. titre français inconnu (The Lemon Squeeze Episode)
18. titre français inconnu (The Mother's-in-Law Episode)
19. titre français inconnu (The Tit for Tat Episode)
20. titre français inconnu (The Quarantine Episode)
21. titre français inconnu (The V.I.P. Tickets Episode)
22. titre français inconnu (The Lindsey Dances Episode)
23. titre français inconnu (The Career Day Episode)
24. titre français inconnu (The House Sitter's Episode)
25. titre français inconnu (The Nick Gets Promoted Episode)
26. titre français inconnu (The Big Loan Episode)
27. titre français inconnu (The Family Portrait Episode)
28. titre français inconnu (The Nick Hosts a Telethon Episode)
29. titre français inconnu (The Nick Gets an Assistant Episode)
30. titre français inconnu (The Silent Treatment Episode)
31. titre français inconnu (The Kwandanegaba Children's Fund Episode)
32. titre français inconnu (The Blockbuster Movie Episode)
33. titre français inconnu (The Pocket Dial Episode)
34. titre français inconnu (The Secret Episode)
35. titre français inconnu (The Life Insurance Episode)
36. titre français inconnu (The Hypertension Episode)
37. titre français inconnu (The Satchel Pagge Episode)
38. titre français inconnu (The Cyrano Episode)
39. titre français inconnu (The Identity Theft Episode)
40. titre français inconnu (The Inappropriate Website Episode)
41. titre français inconnu (The Open Mic Gaffe Episode)
42. titre français inconnu (The Timeshare Episode)
43. titre français inconnu (The Thanksgiving Episode)
44. titre français inconnu (The Sex Symbol Episode)
45. titre français inconnu (The Insignificant Anniversary Episode)
46. Titre français inconnu (The Long Con Episode)
47. titre français inconnu (The Bigg Box Klub Episode)
48. titre français inconnu (The Black Friday Episode)
49. titre français inconnu (The Blackout Episode)
50. titre français inconnu (The Wrong Way Episode)
51. titre français inconnu (The Concussion Episode)
52. titre français inconnu (The Bucket List Episode)
53. titre français inconnu (The Spelling Bee Episode)
54. titre français inconnu (The Kleptomaniac Episode)
55. titre français inconnu (The Hand on a House Episode)
56. titre français inconnu (The Good Day Seattle Episode)

## Commentaires
- La créateur de la série, Ali LeRoi, est également celui qui a co-créé Tout le monde déteste Chris. Dans cette dernière nous pouvons retrouver Terry Crews, Keesha Sharp et Jacqueline Mazarella entre autres.
- Essence Atkins et Telma Hopkins ont joué ensemble dans la série Half and Half et ont interprété respectivement les rôles de Dee Dee Thorne et Phyllis Thorne.